# Àcid oxalacètic
L'àcid oxaloacètic, àcid oxalacètic o oxosuccínic és un àcid orgànic. El seu anió és l'oxaloacetat. Aquest nom també es fa servir per als èsters que contenen el grup funcional divalent. La pèrdua d'un protó origina la base conjugada de l'àcid, l'anió hidrogenoxaloacetat.

## Funció

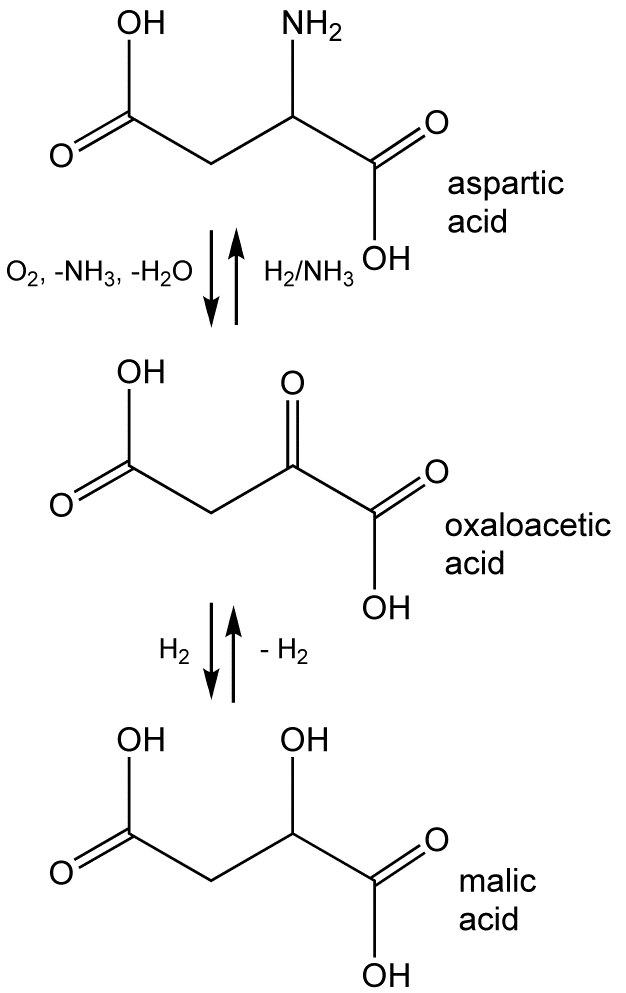
Relació de l'àcid oxalacètic amb l'àcid màlic i l'aspàrtic.

Aquest àcid dicarboxílic amb quatre carbonis és una variació protonada de l'oxalacetat, que és un producte intermediari del cicle de l'àcid cítric i de la gluconeogènesi. L'oxaloacetat es forma per l'oxidació del L-malat, catalitzada per l'enzim malat deshidrogenasa, i reacciona amb l'Acetil-CoA per formar citrat, catalitzat pel citrat sintetasa. També es forma a les mesòfiles de les plantes mitjançant la condensació de diòxid de carboni amb el fosfoenolpiruvat, catalitzada per la fosfoenolpiruvat carboxiquinasa. Pot sorgir del piruvat per la via d'una reacció anapleròtica. L'oxaloacetat també és un potent inhibidor del complex II.

## Propietats químiques
Les formes enol de l'àcid oxalacètic són particularment estables, tant que els dos isòmers tenen diferent punts de fusió (152 °C cis, 184 °C trans). El protó enol té un valor del pka de 13,02. L'enzim fumarasa A d'Escherichia coli catalitza la conversió entre les formes ceto i enol.
L'oxalacetat és inestable en dissolució, descomponent-se en piruvat per la descarboxilació en qüestió d'hores (a temperatura ambient) o dies (0 °C). En conseqüència, l'emmagatzematge en fred del sòlid és recomanat.